# 达纳·罗拉巴克
達納·羅拉巴克（1947年6月21日—）美国众议院監察委員會主席、加州第46選區的共和黨眾議員。羅拉巴克議員非常有個性，以講話直言不諱為人所知。他經常批評中華人民共和國政府，把中華人民共和國政府稱為“黑幫政權”，並經常暗諷當年美國總統杜魯門的馬歇爾計劃，因此很多中文媒體把他稱為“反華議員”。對這個“頭銜”，羅拉巴克在接受美國之音專訪時說“其實我覺得沒有比我更親中的議員了，因為我相信我們將來維持和平唯一的希望就是和中國人民保持非常友好的關係”，當然他說的“親中”指的是中國人民。  
羅拉巴克議員非常關注美中台關係，他是國會台灣連線（Taiwan Caucus）的創始人。

## 外部連結
- U.S. Representative Dana Rohrabacher official U.S. House site
- Congressman Dana Rohrabacher official campaign site